# Musashimaru Kōyō
Musashimaru Kōyō (武蔵丸 光洋 en japonés, nacido el 2 de mayo de 1971 como Fiamalu Penitani) es un ex rikishi (luchador de sumo) de Samoa Americana, Estados Unidos. Se convirtió en el segundo extranjero en alcanzar el grado de yokozuna (rango más alto para un luchador de sumo), después de su compatriota Akebono. Ganó más de 700 combates en makuuchi (división más alta del sumo) y ganó 12 yusho (campeonatos) durante su carrera. Con sus 237 kg de peso y su 1,92 m de altura se convirtió en un oponente formidable, era muy coherente y estuvo sin lesionarse la mayor parte de su carrera. Debido a su amable personalidad y a su gran parecido facial, su koenkai (club de fanes) lo comparó con el héroe y guerrero japonés Saigō Takamori. Actualmente trabaja como oyakata (entrenador) en la Musashigawa beya y como gerente ejecutivo de la Asociación de Sumo del Japón.

## Biografía

### Primeros años en el sumo

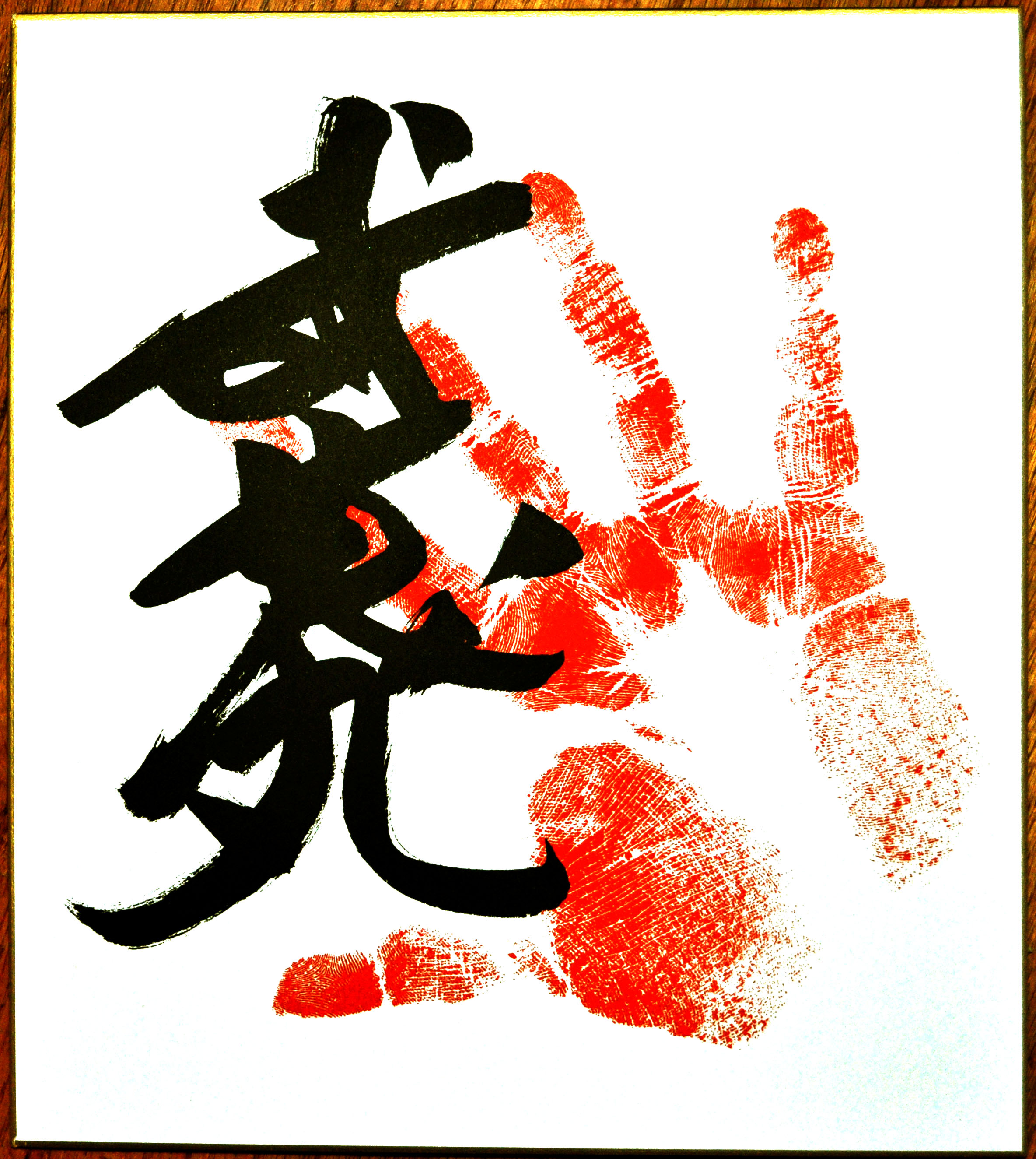
Tegata (autógrafo con la huella de la palma de la mano) de Musashimaru.

Fiamalu Penitani nació en Samoa Americana, es el cuarto hijo, de padre tongano-alemán y de madre samoana-portuguesa. La familia se mudó a Oahu, Hawái cuando tenía 10 años de edad. Mientras asistía a la Waianae High School en Waianae jugaba fútbol americano y se le ofreció una beca escolar para el Pasadena City College, pero también tuvo éxito en la lucha grecorromana, y su entrenador le animó a que se diera una oportunidad de participar en el sumo. Se trasladó a Japón y se unió a la Musashigawa beya del ex yokozuna Mienoumi en junio de 1989, inicialmente con carácter de prueba única. Esto resultó ser un éxito e hizo su debut profesional en septiembre de 1989, tomando el shikona de Musashimaru. Se trasladó rápidamente a las filas, convirtiéndose en un sekitori en julio de 1991, tras el ascenso a la división jūryō. Dos torneos más tarde llegó a la división makuuchi, en noviembre de 1991. Fue komusubi en mayo de 1992, y sekiwake en julio de 1992. Después de haber quedado subcampeón con un resultado de 13 - 2, y con un resultado de 12 - 3 en el torneo siguiente, fue ascendido a ōzeki en el siguiente torneo, junto a Takanonami.

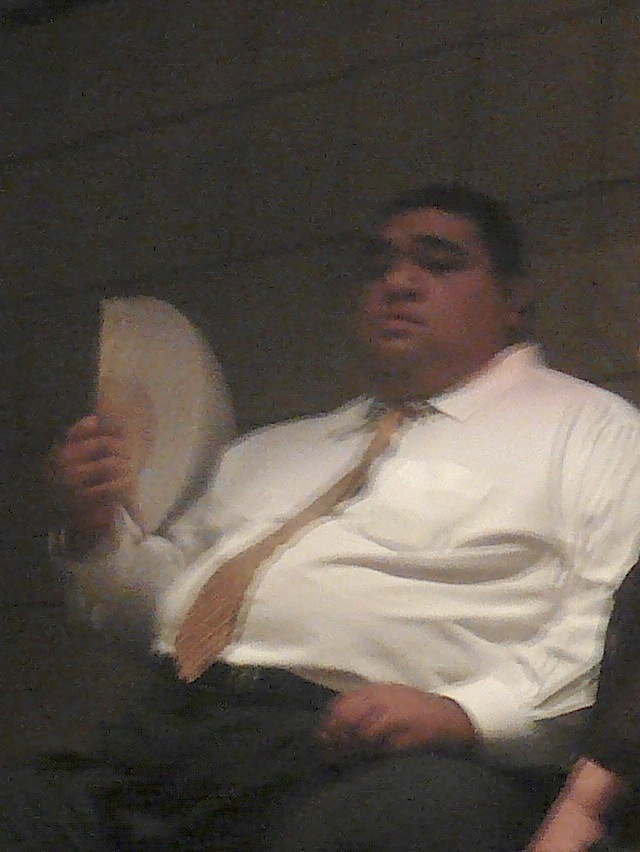
Musashimaru viendo una pelea de sumo en 2007.

### Ōzeki
Musashimaru fue ōzeki durante 32 torneos. Mostró una gran consistencia, sin perder ningún combate por lesión, y llegar siempre al menos a 8 victorias. Sin embargo, no fue capaz de ganar los campeonatos sucesivos necesarios para convertirse en yokozuna. Ganó su primer yusho en julio de 1994 con un magnífico zensho-yusho de 15 - 0, pero en el siguiente torneo terminaría con un resultado de 11 - 4, y el campeón sería el también ōzeki Takanohana quien terminaría convirtiéndose en yokozuna, para así unirse a Akebono quien se había convertido en el primer yokozuna extranjero, en 1993. Musashimaru parecía contentarse con sólo mantener su rango, no ganaría otro yusho hasta noviembre de 1996. Takanohana estaba ausente en ese torneo y Musashimaru ganaría su segundo yusho, luego de 5 combates en el kettei-sen (play off) con un resultado de 11 - 4, el menor número de victorias necesarias para ganar un yusho de makuuchi, cosa que no sucedía desde 1972. Su tercer yusho lo ganó en enero de 1998.

### Yokozuna
En 1999 Akebono y Takanohana luchaban con lesiones y fueron perdiendo forma, Musashimaru repentimanete cobró vida ganando 2 torneos consecutivos en marzo y mayo de 1999, lo cual le bastaba para alcanzar la promoción a yokozuna. Hubo un poco de controversia que rodeó al Consejo de Deliberación de Yokozuna debido a las promociones anteriores para rikishis extranjeros como Konishiki, y el historial de Musashimaru de nunca haber perdido una pelea en su carrera fue elogiado por el Consejo de Deliberación de Yokozuna. Después de un resultado respetable de 12 - 3 en su debut como yokozuna, ganó otros 2 yusho ese año. Sin embargo, en enero del 2000, tuvo que retirarse debido a una lesión en el cuarto día, poniendo fin a su récord de 55 torneos consecutivos con más victorias que derrotas, que data desde su resultado de 6 - 1 en la división makushita en noviembre de 1990. Fue un torneo corto para Kitanoumi. Akebono volvió a formarse en el 2000, y Musashimaru estuvo fuera del torneo en mayo, por una lesión. Sólo pudo ganar un yusho ese año (en septiembre), a pesar de que obtuvo uno de sus mejores resultados (14 - 1), ganando sus primeros 14 combates y perdiendo el último, convirtiéndose en el primer luchador en alcanzar un récord perfecto después de 4 años. En 2001, pese a no tener lesiones del año anterior, terminaría siendo subcampeón dos veces al perder ante Takanohana en el kettei-sen, en enero y mayo; y tendría que esperar hasta noviembre para ganar su noveno yusho. En 2002 con Takanohana, marginado por una lesión, Musashimaru era dominante. A pesar de que estuvo ausente la mayor parte del torneo de enero, después de lesionarse asimismo contra Kyokushūzan en el tercer día. Ganó tres yusho ese año, por lo que el 2002 fue su mejor año, después de 1999, su victoria sobre Takanohana en noviembre de 2002, fue su duodécimo y último yusho; y también sería la última vez que ambos terminarían un torneo entero completo y la última vez que ambos se enfrentarían, por lo que es el final de una era.

## Retiro del sumo
En noviembre del 2002 se desgarró un tendón de su muñeca izquierda. Una lesión que terminaría siendo la conclusión de su carrera. Obligado a retirarse de ese torneo, el problema crónico se limita a un puñado de apariciones en conjunto en el 2003. Eclipsado por el nuevo yokozuna Asashōryū que entró en el torneo de julio, Musashimaru se retiraría del torneo en el sexto día. No competiría hasta noviembre, cuando después de sufrir su cuarta derrota en el séptimo día, se inclinó ante lo inevitable y anunció su retirada. En una entrevista el 16 de noviembre del 2003, se reveló que también se había lesionado el cuello mientras jugaba fútbol americano en la escuela secundaria y que había sido incapaz de mover su hombro izquierdo correctamente. Fue el último luchador hawaiano en el sumo, poniendo fin a una dinastía que empezó con Takamiyama en 1964 y un momento en 1966 vio a cuatro de la isla clasificados a la máxima división. Durante su carrera ganó un total de 12 yusho de makuuchi, 1 más que Akebono, y también ganó más de 700 combates en la división makuuchi, es uno de los 6 luchadores que han logrado dicha hazaña hasta la fecha. Se retiró oficialmente el 2 de octubre del 2004, cuando realizaba su danpatsu-shiki (ceremonia de retiro), en el Ryogoku Kokugikan.

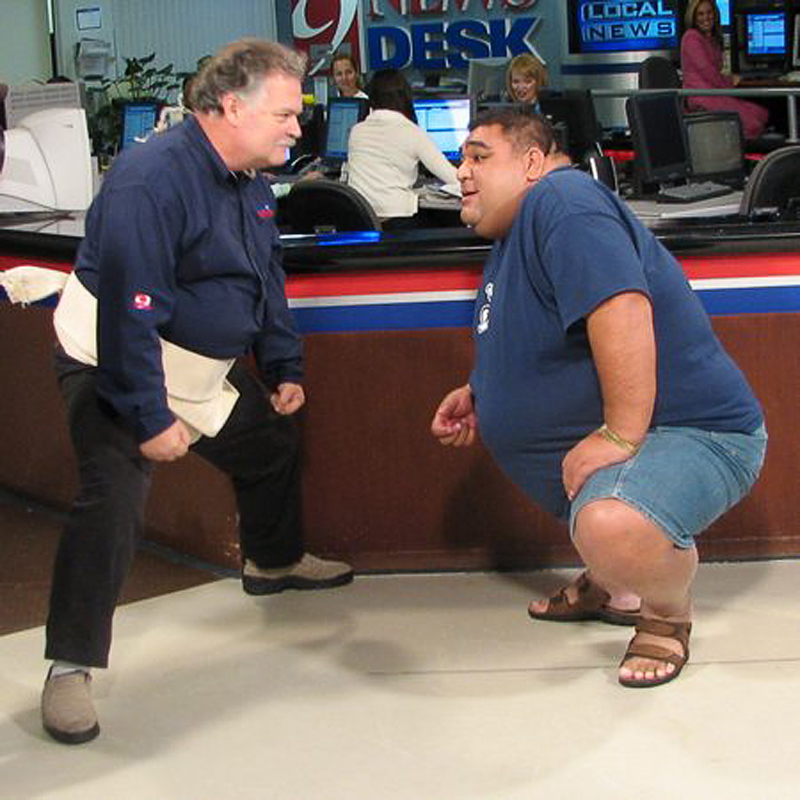
Apareciendo en KUSI-TV con Phil Konstantin en 2005.

Musashimaru se ha mantenido en el mundo del sumo como oyakata en su antigua heya. No adquirió un toshiyori (anciano permanente), que le permitiría usar el nombre de Musahimaru oyakata, que como ex yokozuna tenía derecho ha hacerlo por un periodo de 5 años después de la jubilación. En octubre del 2008 empezó a utilizar el nombre de Furiwake. Se cambió su kabu al de Oshima, kabu del ex yokozuna Asahikuni en agosto del 2012. En diciembre de 2012 se anunció que heredará el prestigioso nombre de Musashigawa al momento de la jubilación de su antiguo caballerizo en febrero del año siguiente, y abrirá su propia heya.
En abril del 2008 se casó con una instructora de hula de Tokio y la ceremonia de la boda se llevó a cabo en agosto del 2008 en Hawái.
Apareció junto a Brad Pitt (quien estaba jugando a ser su asistente personal) en dos comerciales de Softbank, una empresa de telefonía móvil de Japón, en julio del 2009. Ellos fueron dirigidos por Spike Jonze.

## Estilo de lucha
Además de su gran tamaño y fuerza, Musashimaru tenía un centro de gravedad bajo y un excelente equilibrio, lo que le hizo muy difícil de superar. Al principio de su carrera estaba a favor de las técnicas de empujar y empujar (tsukioshi), sino que también comenzó a luchar más agarrando en el mawashi, simplemente llevando a sus oponentes más pequeños con su enorme inercia. Suele utilizarse un migiyotsu (sujetar del lado izquierdo con la mano derecha) de agarre. Su conquista más común kimarite era oshidashi (expulsar), seguido de cerca por el yorikiri (fuerza hacia fuera). En conjunto, estas dos técnicas representaron alrededor del 60% de sus victorias durante su carrera.

## Historial
| Año (Honbasho) | Hatsu Basho (enero) (ciudad de Tokio) | Haru Basho (marzo) (ciudad de Osaka) | Natsu Basho (mayo) (ciudad de Tokio) | Nagoya Basho (julio) (ciudad de Nagoya) | Aki Basho (septiembre) (ciudad de Tokio) | Kyushu Basho (noviembre) (ciudad de Fukuoka) | Victorias / Derrotas / Ausencias |
| 1989           | ─                                     | ─                                    | ─                                    | ─                                       | Maezumo Hatsu Dohyō 0 - 0                | Jonokuchi 41 Oeste 7 - 0                     | 7 - 0                            |
| 1990           | Jonidan 56 Este 6 - 1                 | Sandanme 94 Oeste 6 - 1              | Sandame 40 Este 7 - 0                | Makushita 25 Este 5 - 2                 | Makushita 11 Oeste 2 - 5                 | Makushita 24 Oeste 6 - 1                     | 32 - 10                          |
| 1991           | Makushita 9 Este 4 - 3                | Makushita 4 Oeste 4 - 3              | Makushita 1 Este 5 - 2               | Jūryō 11 Este 11 - 4                    | Jūryō 3 Este 10 - 5                      | Maegashira 12 Este 11 - 4                    | 45 - 21                          |
| 1992           | Maegashira 3 Este 9 - 6               | Maegashira 1 Oeste 9 - 6             | Komusubi 2 Oeste 8 - 7               | Komusubi 1 Este 11 - 4                  | Sekiwake 1 Oeste 10 - 5                  | Sekiwake 1 Este 9 - 6                        | 56 - 34                          |
| 1993           | Sekiwake 2 Este 10 - 5                | Sekiwake 1 Este 10 - 5               | Sekiwake 1 Este 9 - 6                | Sekiwake 1 Oeste 8 - 7                  | Sekiwake 1 Este 8 - 7                    | Sekiwake 2 Oeste 13 - 2                      | 58 - 32                          |
| 1994           | Sekiwake 1 Este 12 - 3                | Ōzeki 2 Oeste 9 - 6                  | Ōzeki 2 Este 12 - 3                  | Ōzeki 1 Oeste 15 - 0                    | Ōzeki 1 Este 11 - 4                      | Ōzeki 2 Oeste 12 - 3                         | 71 - 19                          |
| 1995           | Ōzeki 1 Oeste 13 - 2                  | Ōzeki 1 Este 12 - 3                  | Ōzeki 1 Este 12 - 3                  | Ōzeki 1 Este 12 - 3                     | Ōzeki 1 Este 10 - 5                      | Ōzeki 1 Este 10 - 5                          | 69 - 21                          |
| 1996           | Ōzeki 1 Oeste 9 - 6                   | Ōzeki 1 Oeste 9 - 6                  | Ōzeki 2 Este 9 - 6                   | Ōzeki 2 Este 10 - 5                     | Ōzeki 2 Este 11 - 4                      | Ōzeki 1 Oeste 11 - 4                         | 59 - 31                          |
| 1997           | Ōzeki 1 Oeste 12 - 3                  | Ōzeki 1 Oeste 12 - 3                 | Ōzeki 1 Este 9 - 6                   | Ōzeki 1 Oeste 10 - 5                    | Ōzeki 1 Este 13 - 2                      | Ōzeki 1 Este 12 - 3                          | 68 - 22                          |
| 1998           | Ōzeki 1 Oeste 12 - 3                  | Ōzeki 1 Este 8 - 7                   | Ōzeki 1 Oeste 10 - 5                 | Ōzeki 1 Oeste 12 - 3                    | Ōzeki 1 Este 11 - 4                      | Ōzeki 1 Este 11 - 4                          | 64 - 26                          |
| 1999           | Ōzeki 1 Este 8 - 7                    | Ōzeki 1 Este 13 - 2                  | Ōzeki 1 Este 13 - 2                  | Yokozuna 1 Oeste 12 - 3                 | Yokozuna 1 Oeste 12 - 3                  | Yokozuna 1 Este 12 - 3                       | 70 - 20                          |
| 2000           | Yokozuna 1 Este 2 - 2 - 11            | Yokozuna 2 Este 11 - 4               | Yokozuna 2 Este 0 - 0 - 15           | Yokozuna 2 Este 10 - 5                  | Yokozuna 1 Oeste 14 - 1                  | Yokozuna 1 Este 11 - 4                       | 48 - 16 - 26                     |
| 2001           | Yokozuna 1 Oeste 11 - 4               | Yokozuna 1 Oeste 12 - 3              | Yokozuna 1 Oeste 13 - 2              | Yokozuna 1 Oeste 12 - 3                 | Yokozuna 1 Este 9 - 6                    | Yokozuna 1 Este 13 - 2                       | 73 - 17                          |
| 2002           | Yokozuna 1 Este 1 - 3 - 11            | Yokozuna 1 Este 13 - 2               | Yokozuna 1 Este 13 - 2               | Yokozuna 1 Este 10 - 5                  | Yokozuna 1 Este 13 - 2                   | Yokozuna 1 Este 4 - 2 - 9                    | 54 - 16 - 20                     |
| 2003           | Yokozuna 1 Este 0 - 0 - 15            | Yokozuna 1 Este 0 - 0 - 15           | Yokozuna 1 Oeste 0 - 0 - 15          | Yokozuna 1 Oeste 2 - 4 - 9              | Yokozuna 1 Oeste 0 - 0 - 15              | Yokozuna 1 Oeste 3 - 5 - 7                   | 5 - 9 - 76                       |